# Junta Autónoma de Estradas

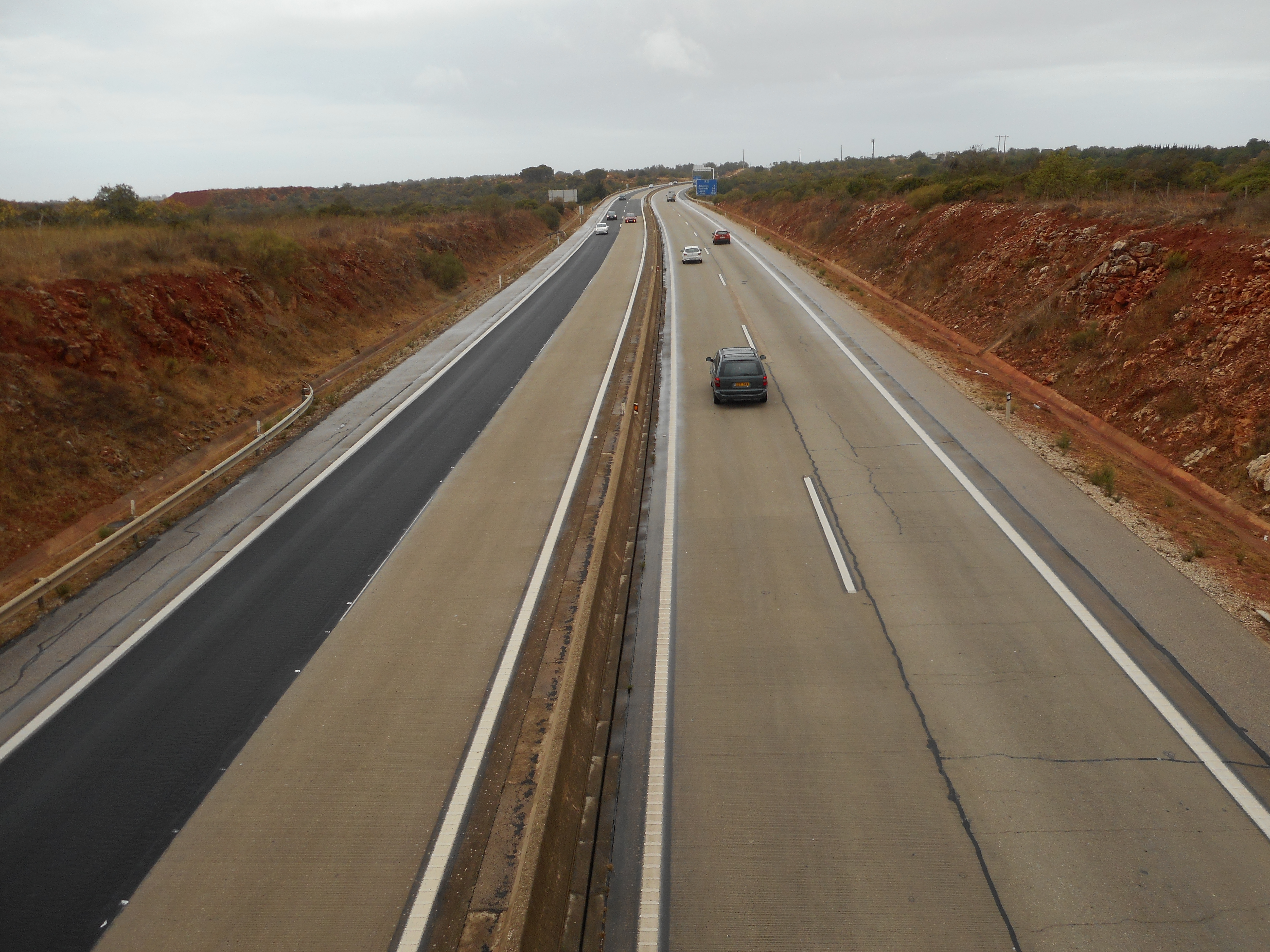
A IP1–Via do Infante, no Algarve, foi uma das maiores obras da JAE. Foi concluída em 1993 e era então considerada uma via rápida com 2 faixas de rodagem. No ano seguinte, a Brisa concluiu o prolongamento da autoestrada A2 de Lisboa até à Marateca. Uma vez que em 1992 a JAE tinha concluído a via rápida IP1 (com 1 faixa de rodagem) entre a Marateca e a Via do Infante, Lisboa e o Algarve passaram a estar ligados sempre por autoestrada ou via rápida (com 1 ou 2 faixas).

A Junta Autónoma de Estradas (JAE) foi um organismo com autonomia administrativa e contabilidade própria criada pelo Decreto Lei 13:969, de 20 de Julho de 1927, do Ministério do Comércio e Turismo. Segundo o Decreto Lei, a ele foi atribuída a "construção de modernas pavimentações, a reconstrução das antigas em grandes troços, a reparação e construção das obras de arte mais importantes e o estudo e construção das grandes extensões de estradas que faltam para concluir a rede do Estado".
A 25 de Junho de 1999, após denúncias de corrupção pelo antigo presidente da JAE, Amadeu Garcia dos Santos e uma sindicância ordenada pelo então ministro do Equipamento, Planeamento e Administração do Território, João Cravinho, a JAE é dissolvida e são criadas três novas entidades: 
- ICOR - Instituto para a Construção Rodoviária
- ICERR - Instituto para a Conservação e Exploração da Rede Rodoviária
- IEP - Instituto das Estradas de Portugal (coordenação do planeamento estratégico e a gestão das concessões rodoviárias)

Em 2002, os três institutos são novamente reestruturados e juntos no Instituto das Estradas de Portugal (IEP), que desde 21 de Dezembro de 2004 deixa de ser um Instituto público e passa a Entidade pública empresarial recebendo  a designação de Estradas de Portugal, que em 2015 foi extinta e passa a ser Infraestruturas de Portugal.

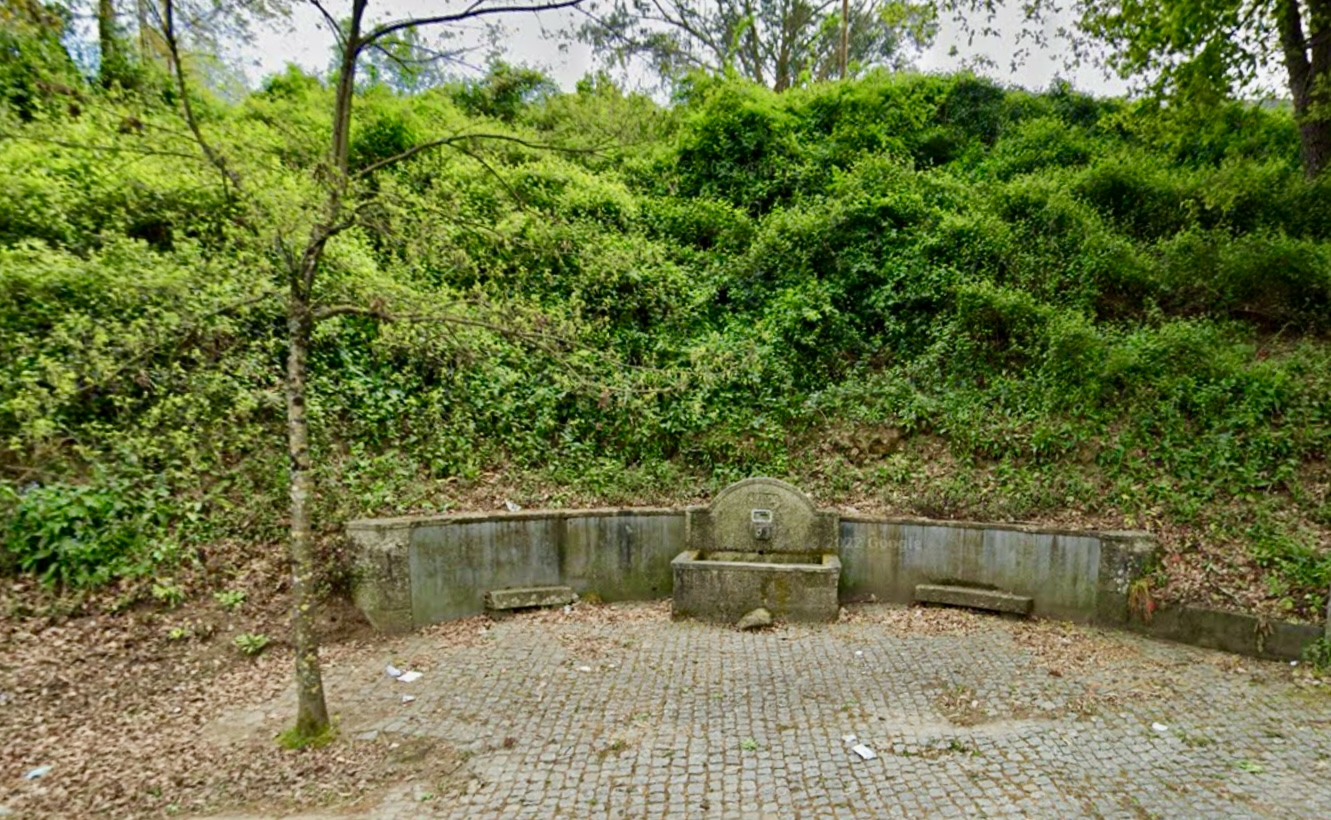
Fonte da Junta Autónoma de Estradas em Serzedo (Guimarães)

Em junho de 2009, um relatório do Tribunal de Contas concluiu que, «se a gestão da JAE fosse eficaz, as estradas [por esta construídas] teriam custado menos 44 por cento», responsabilizando as tutelas pelo clima de impunidade e falta de controlo.